# Nyomár
Nyomár község Borsod-Abaúj-Zemplén vármegyében, az Edelényi járásban.

## Fekvése
Edelénytől 13 kilométerre, Miskolctól 23 kilométerre északra fekszik a Cserehát délnyugati részén. Közúton csak Zilizről, a 2617-es út felől közelíthető meg, a 26 137-es úton, amely innen még Hangácsig vezet tovább. Főutcája az előbbiből leágazó 26 138-as mellékút, amely csak bő fél kilométernyi hosszban húzódik a község lakott területén, hozzávetőlegesen nyugat-keleti irányban.

## Története
Nyomár nevét 1267-ben említették először az oklevelek Nomaralakban írva, egy Ziliz határjárásával kapcsolatos oklevélben. 1284-ben Máté nyomári öröklött földjének Ziliz felőli részét átadta vejének Synik fia Benche-nek és határát megjáratták. 1330-ban Nyomári Bethlen fiaié volt. Bethlen megbízottként is szerepelt 1332-ben egy oklevélben. 1332-ben Mihály arkangyalról elnevezett egyháza is említve volt, papja ekkor 7 garas pápai tizedet fizetett.

## Közélete

### Polgármesterei
- 1990–1990: Ifj. Tóth János (független)
- 1990–1994: Bártfay Attila (független)
- 1994–1998: Bártfay Attila (független)[3]
- 1998–2002: Bártfay Attila (független)[4]
- 2002–2006: Bártfay Attila (független)[5]
- 2006–2010: Bártfay Attila (független))[6]
- 2010–2014: Bártfay Attila (független)[7]
- 2014–2019: Bártfay Attila (független)[8]
- 2019–2024: Takács László (független)[9]
- 2024– : Takács László (független)[1]

## Népesség
A település népességének változása:
| Lakosok száma | 317  | 314  | 308  | 268  | 280  | 274  | 267  |
|               | 2013 | 2014 | 2015 | 2021 | 2022 | 2023 | 2024 |

A 2001-es népszámlálás adatai szerint a településnek csak magyar lakossága volt.
A 2011-es népszámlálás során a lakosok 98,5%-a magyarnak mondta magát (1,5% nem nyilatkozott). A vallási megoszlás a következő volt: római katolikus 36,2%, református 44,2%, görögkatolikus 7,4%, felekezeten kívüli 1,8% (9,2% nem válaszolt).
2022-ben a lakosság 95,7%-a vallotta magát magyarnak, 0,4% cigánynak, 0,4% bolgárnak, 0,4% ukránnak, 1,4% egyéb, nem hazai nemzetiségűnek (4,3% nem nyilatkozott; a kettős identitások miatt a végösszeg nagyobb lehet 100%-nál). Vallásuk szerint 27,1% volt római katolikus, 37,9% református, 7,9% görög katolikus, 0,7% ortodox, 5% felekezeten kívüli (20% nem válaszolt).

## Híres nyomáriak
- Itt született Szathmáry Király Ádám (1692. július 9. – Boldva, 1752. december 18.). II. Rákóczi Ferenc fejedelem apródja és íródeákja volt, a szabadságharc bukása után elkísérte a fejedelmet Lengyelországba és Franciaországba. Naplója, melyet e két országban töltött idő alatt vezetett, érdekes adalék a fejedelem bujdosásáról. Szülei kegyelmet eszközöltek ki számára az uralkodónál, III. Károly királynál, így 1717-ben hazatérhetett Franciaországból. Munkája: Szathmári Király Ádám Napló-Könyve 1711–1717. esztendőkben II. Rákóczi fejedelem bujdosásiról. Pest, 1866.

## Környező települések
Hangács (2 km), Ziliz (6 km), a legközelebbi város: Edelény (13 km).